# Арнавуткёй
Арнавуткёй (тур. Arnavutköy, греч. Μέγα Ρεύμα) — город и район провинции Стамбул (Турция). Расположен в европейской части провинции, к западу от города Стамбул. Примыкает к побережью Чёрного моря.
В этом районе находится Новый Аэропорт Стамбула

## История
Точное время основания города неизвестно, но источники и карты уже в 1850-х годах используют название Арнавуткёй для местности, где сейчас располагается город. Название города происходит от арнаутов и означает «арнаутская деревня», хотя связь с ними не вполне ясна. До 1922 года местность населяли греки, однако в результате обмена населением они были выселены, а в их дома поселены переселённые из Греции турки. Каждый дом имел индивидуальное название. В деревне имелась школа, магазин и кафе. Арнавуткёй находился на основной сухопутной дороге, ведущей из Стамбула в Европу (через Эдирне), и пассажирам периодически приходилось тут останавливаться из-за отсутствия транспорта, либо когда дорога была закрыта для движения.
В 1951 году были построены 350 новых домов, и поселение начало становиться региональным центром. Рост города существенно ускорился с миграцией сельского населения Анатолии в города, и 22 марта  2008 года Арнавуткёй официально стал центром района провинции Стамбул. Новосозданный район был образован из существенной части района Газиосманпаша, а также небольших частей других районов провинции.